# Krywoje Siało (rejon miński)
Krywoje Siało (biał. Крывое Сяло; ros. Кривое Село, Kriwoje Sieło) – wieś na Białorusi, w obwodzie mińskim, w rejonie mińskim, w sielsowiecie Pietryszki.